# 朱引太刀
朱引太刀（しゅびきのたち）とは、代々、一刀流の宗家に受け継がれた木刀。表面に朱で一刀流剣術の秘訣が記されているため、この名で呼ばれた。
一刀流の開祖・伊藤一刀斎より小野忠明に瓶割刀とともに授けられたとされる。小野忠明は、瓶割刀を伊藤忠也（伊藤派一刀流）に授けたとされるが、朱引太刀は代々小野家で伝えられた。
後に一刀正伝無刀流を開く山岡鉄舟が小野家の血統でもあったこともあり、明治18年（1885年）3月、小野家9世の小野業雄（小野忠政）から正伝を嫡伝された。その際、瓶割刀と朱引太刀を授けられた。瓶割刀は現在は所在が不明だが、朱引太刀は弟子の籠手田安定に授けられた。現在は一刀正伝無刀流の宗家に代々、受け継がれている。